# Riflesso tonico labirintico
Il riflesso tonico labirintico o riflesso posturale labirintico , è il riflesso teso al mantenimento della verticale del capo in relazione alle varie posizioni del tronco.

## Manifestazioni
È il frutto di una stretta relazione tra sistema vestibolare (canali semicircolari, utricolo e sacculo) che informa sull'accelerazione a carico della testa e sul vettore gravitazionale e sistema motoneuronico gamma, che provvede all'aggiustamento del tono della muscolatura antigravitaria. 
Un neonato in posizione prona, in virtù di questo riflesso, solleva il capo e lo mantiene in estensione (controllo del capo). Questa capacità motoria è propedeutica a quella mediata dal riflesso tonico simmetrico cervicale, grazie a cui il piccolo acquisisce, estendendo gli arti superiori la capacità di sollevare il tronco dal piano di appoggio. La flessione degli arti inferiori permette invece il passaggio alla posizione carponi.
Il controllo labirintico è attivo anche nel passaggio dalla posizione supina a quella assisa: vi è un controllo importante della testa nella prima metà del movimento, cui segue un cedimento al tono flessorio che persiste nella posizione seduta, così raggiunta e mantenuta, tramite un capo in lieve antiflessione, condizione che permette il mantenimento della posizione assisa.